# Isaacanus
Isaacanus (em latim: Isaacanus; em armênio/arménio: Սահականույշի; romaniz.: Sahakanush) foi uma nobre armênia do século IV pertencente à família gregórida. Era filha do católico Isaque I, o Grande (338–439). Em 439, casou com Amazaspes I Mamicônio, o asparapetes (comandante-em-chefe) da Armênia e o casal gerou três filhos:
- Vardanes II (m. 451), casado em data incerta com esposa de nome desconhecido com quem gerou vários filhos.[6][7]
- Maictes, casado com Zoique Arzerúnio, com quem teve descendência.[6][8]
- Amazaspiano II (m. 451), sem descendência.[9]